# Condado de Upshur (Texas)
O Condado de Upshur é um dos 254 condados do estado norte-americano do Texas. A sede do condado é Gilmer, que é também a sua maior cidade.
O condado tem uma área de 1535 km² (dos quais 13 km² estão cobertos por água), uma população de 35 291 habitantes, e uma densidade populacional de 23 hab/km² (segundo o censo nacional de 2000).
O condado foi criado em 1846.